# Lucas-Nunatak
Der Lucas-Nunatak ist ein 943,6 m hoher Nunatak im ostantarktischen Mac-Robertson-Land. In der Casey Range der Framnes Mountains ragt er 1,5 km südlich der Woodberry-Nunatakker auf.
Norwegische Kartografen kartierten ihn anhand von Luftaufnahmen, die bei der Lars-Christensen-Expedition 1936/37 entstanden. Eine Mannschaft der Australian National Antarctic Research Expeditions besuchte ihn im April 1962. Das Antarctic Names Committee of Australia (ANCA) benannte ihn nach Frederick Michael Lucas (1924–2006), Leiter der Mawson-Station im Jahr 1962.